# Klaus von der Heyde
Klaus Albrecht von der Heyde (* 1940) ist ein deutscher Jurist und Bankkaufmann.

## Werdegang
Von der Heyde studierte Rechtswissenschaften in Köln, München und Bonn. Nach dem 2. juristischen Staatsexamen 1969 trat er in die Commerzbank ein, wo er eine Ausbildung im Bankgeschäft erhielt. Anschließend leitete er verschiedene Filialen. 1991 rückte er in den Vorstand der Berliner Commerzbank auf. 1994 wechselte er in den Vorstand der Berliner Bank, deren Vorstandssprecher er von 1996 bis 1998 war. Ende 1998 schied er aus der Bank aus und ist seitdem als Rechtsanwalt zugelassen.
Von 1999 bis 2011 war er Präsident des Vereins Berliner Kaufleute und Industrieller (VBKI). Während seiner Amtszeit stieg die Mitgliederzahl des Vereins auf fast das Doppelte. Bei der Präsidiumswahl im September 2011 kandidierte er nicht mehr und wurde zum Ehrenpräsidenten des VBKI ernannt.
Er ist Mitglied des Kuratoriums der Freunde der Antike auf der Museumsinsel Berlin sowie ehrenamtlicher Lesepate im VBKI-Bürgernetzwerk Bildung mit Kindern aus sozialen Brennpunktschulen.

## Ehrungen
- 2011: Ehrenpräsident des Vereins Berliner Kaufleute und Industrieller (VBKI)
- 2011: Verdienstkreuz am Bande der Bundesrepublik Deutschland[1]